# SMS Nassau
«Нассау» (нім. SMS Nassau) — німецький військовий корабель, дредноут, головний у своєму типі Імператорських військово-морських сил Німеччини. Перший корабель, названий на честь герцогства Нассау, частини провінції Гессен-Нассау. Брав активну участь у Першій світовій війні. 
«Нассау» був закладений 22 липня 1907 року на верфі компанії Wilhelmshaven Imperial Shipyard у Вільгельмсгафені. 7 березня 1908 року він був спущений на воду, а 1 жовтня 1909 року увійшов до складу ВМС Німецької імперії. Корабель був оснащений головною артилерією з дванадцяти 280-мм гармат у шести здвоєних баштах у незвичному шестикутному розташуванні. 
Служив у Північному морі на початку Першої світової війни, у II дивізіоні I бойової ескадри німецького Флоту відкритого моря. У серпні 1915 року переведений на Балтійське море і брав участь у битві в Ризькій затоці, де вступила в бій з російським лінкором «Слава». Після повернення до Північного моря «Нассау» та однотипні лінкори «Вестфален», «Рейнланд» і «Позен» взяли участь в Ютландській битві 31 травня — 1 червня 1916 року. Під час битви «Нассау» зіткнувся з британським есмінцем «Спітфайр» і разом з «Вестфаленом» і «Рейнландом» розстріляли британський есмінець «Тіппєрері». Під час бою на «Нассау» загинуло 11 осіб і 16 було поранено.
Після Першої світової війни основна частина флоту відкритого моря була інтернована в Скапа-Флоу. Оскільки вони були найстарішими німецькими дредноутами, кораблям типу «Нассау» деякий час було дозволено залишатися в німецьких портах. Після того, як німецький флот був затоплений, «Нассау» та інші однотипні дредноути передали союзним силам як заміну затонулим кораблям. «Нассау» був переданий Японії у квітні 1920 року. Оскільки корабель такого типу та стану не був потрібний, Японія продала його британській фірмі, яка потім здала його на металобрухт у Дордрехті, Нідерланди.